# Pseudopyrausta minima
Pseudopyrausta minima là một loài bướm đêm trong họ Crambidae.